# Alentejo Litoral

Karta över Portugals kommunalförbund

Alentejo Litoral (svenska Alentejos kustregion) är en statistisk underregion (NUTS 3) i södra Portugal.                                                                                                                                                            
Den är en del av den statistiska regionen Alentejo (NUTS 2), och omfattar delar av  distrikten Setúbal och Beja.
Ytan uppgår till 5308 km² och befolkningen till 100 000 invånare.
Underregionen Alentejo Litoral (NUTS 3) sammanfaller geografiskt med Comunidade Intermunicipal do Alentejo Litoral ("Alentejo Litorals kommunalförbund").

## Kommuner
Alentejo Litoral omfattar 5 kommuner (municípios):
| Kommun            | Uttal                                  |
| ----------------- | -------------------------------------- |
| Alcácer do Sal    | (uttal: [ɐɫˈkasɛɾ ðu ˈsaɫ] ( lyssna)   |
| Grândola          | (uttal: [ˈɡɾɐ̃dulɐ] ( lyssna)           |
| Odemira           | (uttal: [ɔðɨˈmiɾɐ] ( lyssna)           |
| Santiago do Cacém | (uttal: [sɐ̃tiˈaɣu ðu kɐˈsɐ̃j] ( lyssna) |
| Sines             | (uttal: [ˈsinɨʃ] ( lyssna)             |

## Största städer
1. Sines
2. Vila Nova de Santo André
3. Grândola
4. Alcácer do Sal
5. Santiago do Cacém
6. Odemira

## Bilder

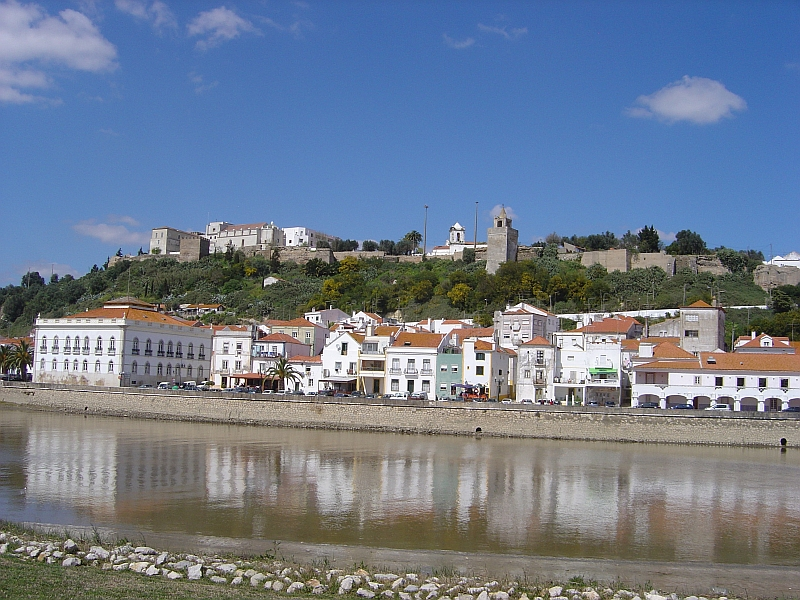
Alcácer do Sal
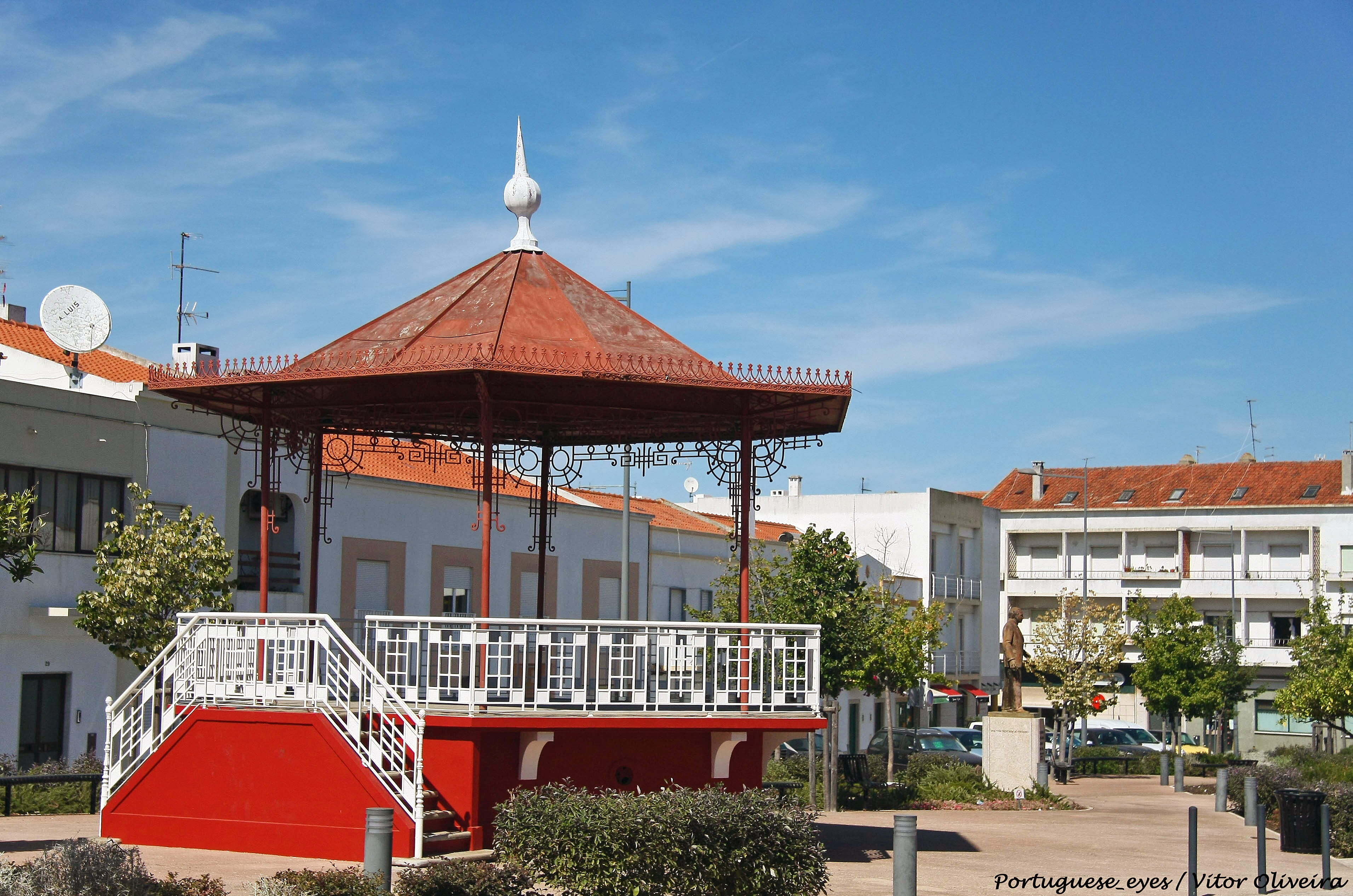
Grândola
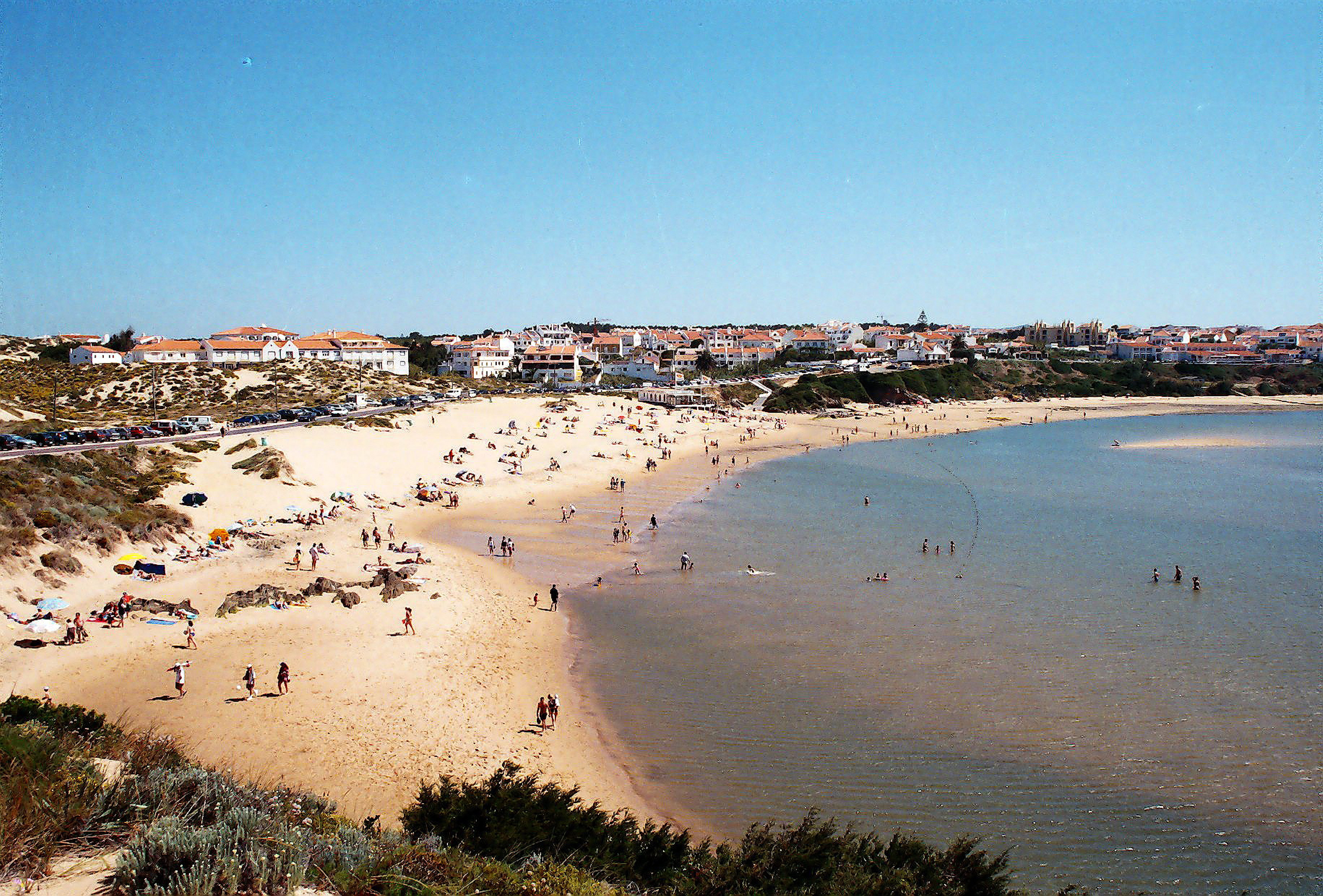
Vila Nova de Milfontes
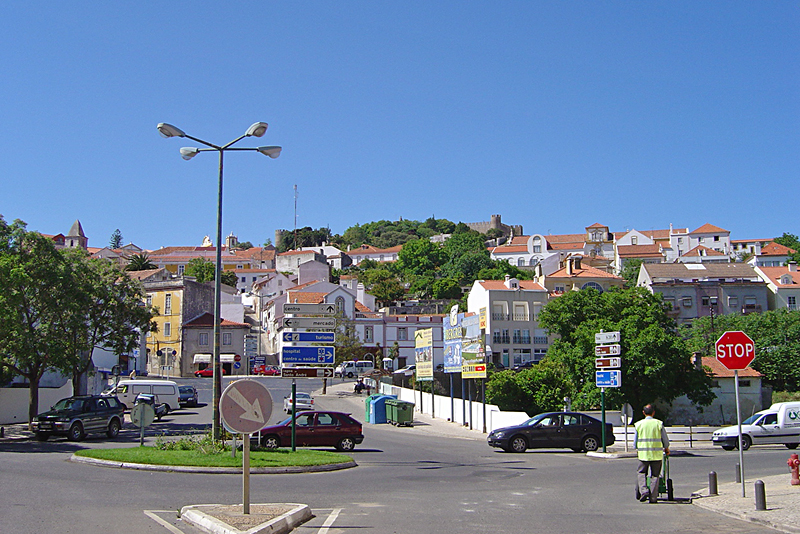
Santiago de Cacém
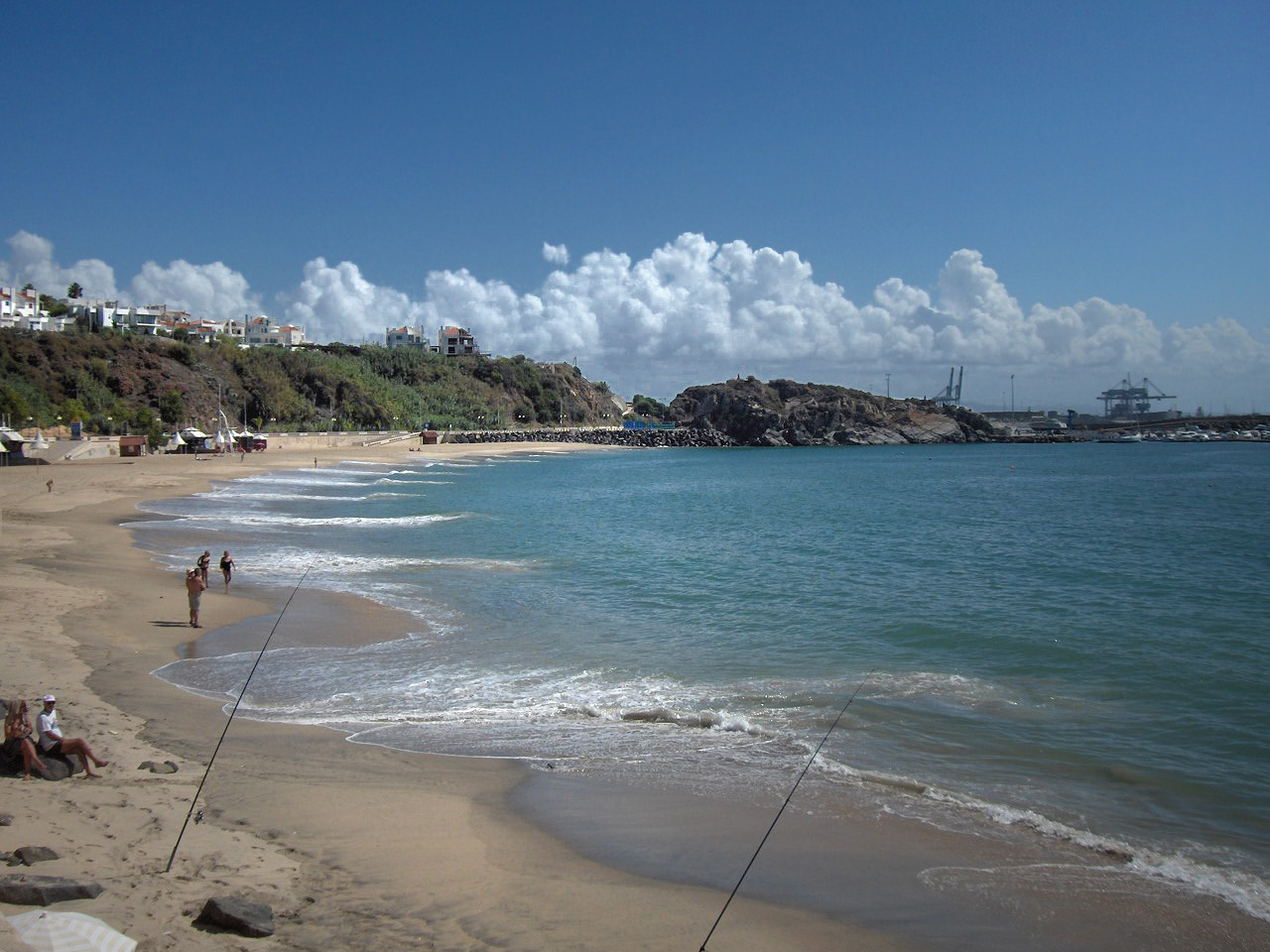
Stranden i Sines
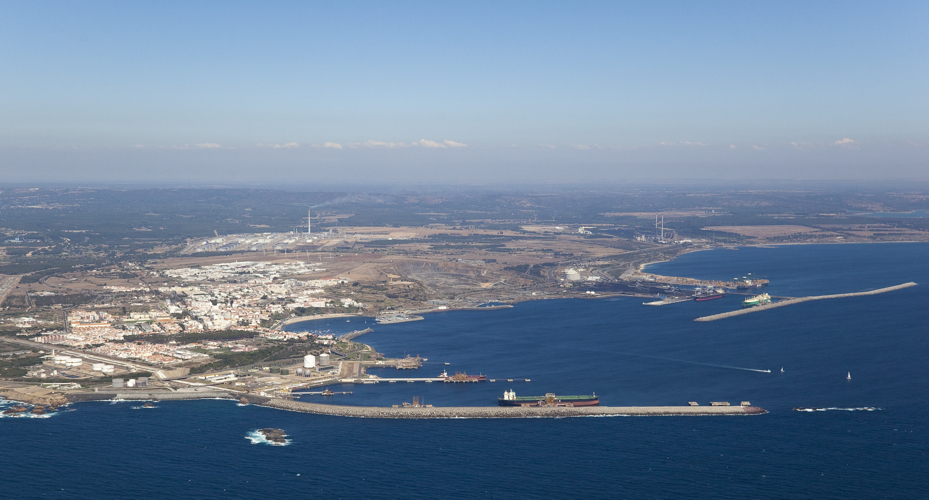
Hamnen vid Sines